# Sîdoreace, Kotelva
Sîdoreace (în ucraineană Сидоряче) este localitatea de reședință a comunei Sîdoreace din raionul Kotelva, regiunea Poltava, Ucraina.

## Demografie
Componența lingvistică a localității Sîdoreace
     Ucraineană (96,43%)
     Rusă (3,57%)
Conform recensământului din 2001, majoritatea populației localității Sîdoreace era vorbitoare de ucraineană (96,43%), existând în minoritate și vorbitori de rusă (3,57%).